# تاريخ النقش

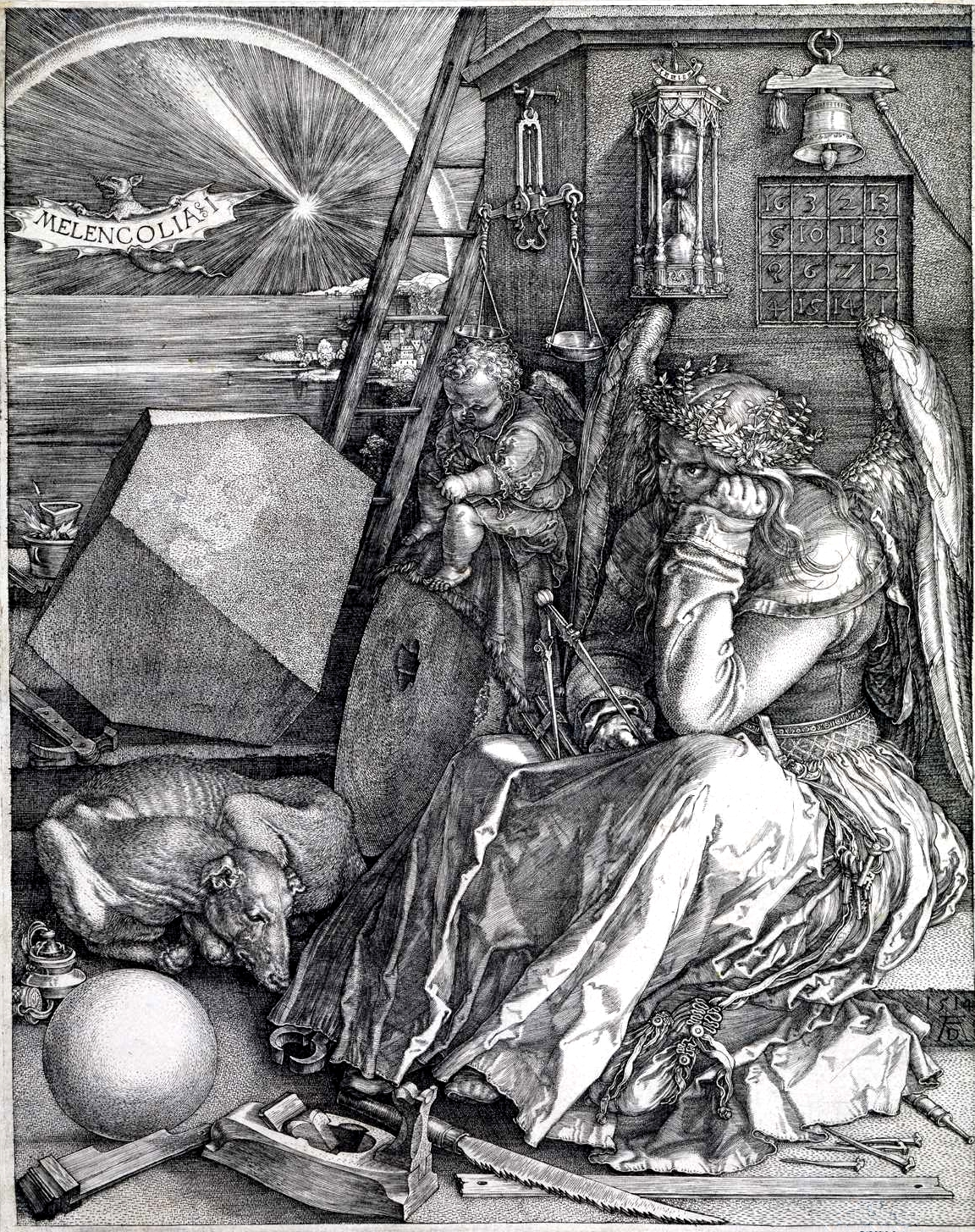
لوحة ميلانكوليا

تطوّر تاريخ النقش بالتوازي مع غيره من التجليات الفنية الأخرى، وتعود جذور هذا الفن إلى عصور ما قبل التاريخ على الرغم من ازدهاره بشكل كبير في العصور الحديثة والمعاصرة. النقش (معنى هذه الكلمة في اللغة اليونانية، النحت أو الخدش) هو وسيلة للتعبير الفني من خلال الاستنساخ الميكانيكي لرسومات أو تركيبات طبيعية جمالية أو تفاعلية، وذلك باستخدام تقنيات مختلفة تسمح بإنشاء رسوم معينة على ورقة مضغوطة إما يدويًا أو مطبوعة آليًا موضوعة على قالب محبّر. يدرج هذا النوع من الفن عادة ضمن الفنون التصويرية والتي تدرج بدورها ضمن الفنون الزخرفية أو التطبيقية.
تُستخدم تقنية النقش الناتئ في عدة إجراءات فنية، لاسيما في الفنون التطبيقية مثل النقش على الجواهر والمينا وصياغة الذهب وسك العملات والميداليات. يعتبر النقش عمومًا شكلًا من أشكال طباعة الصور على ورق مدعّم باستخدام الحبر. إن أساس النقش هو الرسم، وهذا ما يحدد بالضبط قدرات وإمكانيات الفنان في هذا المجال. من ناحية أخرى، فإن النقش باعتباره وسيلة شعبية للترويج، كان في كثير من الأحيان وسيلة لنقل الأفكار الاجتماعية والسياسية، وكذلك أيضًا الأفكار الشعرية والجمالية، وساعد بشكل كبير في نشر أعمال الفنانين. ساهم أيضًا في نشر المعارف العلمية تصويريًا من خلال إنتاج نقوش مشابهة تمامًا لكل من النماذج التشريحية والطوبولوجية والأثرية والحيوانية والنباتية.
حسب علم الاشتقاق، فإن كلمة «نقش» تعني فن استشفاف الرسومات من خلال إجراء شق على سطح مادة ما، وتدعى أيضًا نتيجة ذلك الفن، أي الطباعة على ورقة من خلال ذلك الشق، «الدمغ». قد يشارك العديد من الأشخاص في عملية إنتاج النقش. ينفذ الفنان عمومًا التركيب المطلوب ومن ثم يسرّع الحرفي العملية التقنية، على الرغم من أنهما في بعض الأحيان يتبادلان الأدوار. يضع الرسام بشكل عام رمزًا محددًا في الزاوية السفلية اليسرى مستخدمًا صيغة معينة ديلن (صيغة مرسومة)، بينما يضع النقاش علامته على جهة اليمين باستخدام النحت (صيغة منقوشة). يمكن ملاحظة الفرق بين التراكيب التي يصنعها فنانون لتنقش، وتدعى حينها «نقوش أصلية»، وبين إعادة إنتاج لوحات رسمها فنانون مشهورون من قبل نحاتين آخرين وتدعى حينها «لوحة مستنسخة». على الرغم من وجود إجراءات عديدة قريبة من فن النقش ومستخدمة منذ عصور ما قبل التاريخ، يعتبر النحت على الخشب أقدمها، ويدل على ذلك الأسس الموجودة في الفن الصيني منذ البدايات المبكرة للقرن التاسع. انتشر النقش في أوروبا منذ العصور الوسطى فصاعدًا، ليس فقط الحفر وإنما كذلك النقش على الأقمشة وأوراق اللعب. تعود أول قطعة فنية مازالت موجودة حتى اليوم، وهي عبارة عن لوح منقوش من ديجون (فرنسا)، إلى نحو عام 1370، بينما ما يزال أول نقش خشبي صامد إلى يومنا هذا هو نقش القديس كريستوفر منذ عام 1423، وهو محفوظ في مكتبة جون ريلاندز في مانشستر. ظهرت في نحو عام 1430 تقنية النقش على النحاس. يعود تاريخ أقدم عمل صامد مُنجز بهذه التقنية إلى عام 1446. انتشر النقش بشكل واسع عبر أوروبا في القرن الخامس عشر، وذلك لأن سعر الأعمال الفنية المعاد نسخها من خلال النقش كان مقبولًا لدى نسبة أكبر من السكان، من سعر اللوحات المرسومة التي احتُفظ بها عادة للطبقة البرجوازية ورجال الدين والأرستقراطيين. استُعملت تقنية النقش أو الحفر باستخدام الحمض بشكل واسع في القرنين السادس والسابع عشر، بينما ظهرت تقنية النقش من خلال الحفر في القرن الثامن عشر. طُورت تقنية الطباعة على الحرير في اليابان في القرن السابع عشر، ووصلت إلى أوروبا في القرن التاسع عشر.
توجد عدة تقنيات للنقش تستخدم لإنتاج رسم أو طبعة ما، ويُحصل عليها عن طريق لوح أو قالب جاهز. يوجد من بين هذه التقنيات ثلاث تقنيات رئيسية يمكن تمييزها بالاعتماد على كونها إما نقوش ناتئة (الحفر على الخشب) أو الحفر على النحاس، أو نقوش مسطحة (الحفر على الحجر).
- النقش الخشبي: يُنفذ النقش الخشبي (عمومًا خشب الكرز أو خشب البقس) باستشفاف رسم أو صورة موجودة على لوح خشبي، وينحت بواسطة سكين أو إزميل أو منحت أو منقاش. يُفرّغ الخشب الأبيض ويُترك الخشب الأسود ناتئًا. يُملأ بعد ذلك بالحبر ويُسوّى بواسطة بكرة أو أسطوانة ثم يُضغط إما باليد أو بآلة الضغط.
- النقش على النحاس: يُنفّذ النقش على النحاس ضمن تجويف بعدة تقنيات مختلفة: النقش بالحمض: تتمثل هذه التقنية بمعالجة أجزاء الصفيحة المعدنية التي لا يحميها الورنيش ب «ماء قوي» (حمض النتريك المخفف بالماء). أكواتنت: تقنية تُستخدم فيها صفيحة معدنية مغطاة بالريزين، الذي يلتصق بشكل وثيق بسطح الصفيحة عند تسخينه، ثم يُرسم على وجه الصفيحة بنوع خاص من الحبر يُدعى أكواتنت «الحبر المائي». إنتاليو (النقش الغائر): تُنفذ هذه التقنية على صفيحة نحاسية باستخدام إزميل ترسم بواسطته الخطوط الخارجية وتُملأ الأخاديد بعد ذلك بالحبر. النقش الإبري: يُنفذ النقش في هذه التقنية بشكل مباشر على الصفيحة المعدنية بواسطة إبرة مستدقة فولاذية أو ماسية أو ياقوتية دون اللجوء إلى الورنيشات أو الأحماض. ينتج عن ذلك خطوط واضحة قاسية تشبه «النتوءات»، تختلف باختلاف كمية الضغط المطبق أثناء الحفر وزاوية القطع. هذه الإبر المستدقة، على عكس الإزميل، لا تقطع المعدن بل تخدشه. النقش نصف الحبري (ميزوتنت أو التظليلي): يُنفّذ النقش على الصفيحة باستخدام مجحف أو كاشط متعدد الحواف، لينتج عن ذلك منظر حُبيبي متجانس من خلال تشابك الخطوط مع بعضها وهذا ما يظهر التضاد بين الدرجات اللونية الداكنة والفاتحة.
- النقش الحجري: يُنفّذ هذا النقش على حجر كلسي طباشيري. يُعالج سطح الحجر بقلم رصاص شحمي لتحديد الرسم، ثم يُنفّذ النقش بالاعتماد على إحدى طريقتين: إما الغسيل بالحمض لإتلاف الأجزاء الغير مدهونة بالشحم وترك الرسم ناتئًا، أو بتطبيق نوعين من الحبر المائي والشحم، الأول مثبت في الخلفية بينما يغطي الثاني الخطوط المرسومة بقلم الرصاص. اخترع هذا الأسلوب ألويس سينيفيلدر في عام 1796.

وتجدر الإشارة أيضًا إلى أن تقنية لينوكت، وهي تقنية نقش ناتئ مشابهة لتقنية النقش على الخشب، تستخدم مادة أشبه بالشمع بدلًا من مادة الخشب. كذلك طباعة الحرير، وهي تقنية نحصل فيها على الرسومات من خلال فلترة الألوان عبر الحرير أو حاليًا عبر النايلون أو قماش نسيجي، بحيث تُغطى الأجزاء التي لا يُراد فلترتها بالغراء بهدف عزلها. يوجد تقنيات عديدة أقل استخدامًا كالنقش الإلكتروني والنقش على الزنك ووسم الخشب بالحرق والطباعة ذات الطبعة الواحدة والطباعة اللونية، في حين ظهرت في الوقت الحالي تقنيات أخرى كطباعة الأوفست والطباعة الفلكسغرافية والروتوغرافية والطباعة الرقمية.
إن تاريخ النقش ليس كما يعتقد العديد من الناس أنه مجرد نمط بسيط من أنماط الفن، بل على العكس، لطالما كان النقش أسلوب تواصل قوي بين البشر، وله تأثيراته على الفكر والحضارة لاسيما في أوروبا الغربية.

## خلفية
يمكن العثور على أصول النقش في تقنية الزخرفة بالتحزيز، التي تعود أصولها إلى عصور ما قبل التاريخ. كان فن ما قبل التاريخ أول تصريح عما يمكن اعتباره عمل فني من نتاج بشري. لربما تعتبر تقنية النقش الأجوف على سطح قاسٍ باستخدام أدوات كالصوان، واحدة من أولى التقنيات الفنية التي استخدمها الإنسان في عصور ما قبل التاريخ، أو تقنية النقش الناتئ التي تستفيد من الشذوذات والنتوءات الحجرية، وتتجسد أحيانًا بإزالة هذه المواد الناتئة الشاذة كمساعدة إضافية للحصول على النتيجة المطلوبة. كانت هذه الطريقة في النحت مرغوبة من قبل الفنانين المتدربين الذين يريدون أن يعبروا عن أشكال معينة بخلق صورة ظليلة يمكن تلوينها فيما بعد.